# Dick-a-Dick

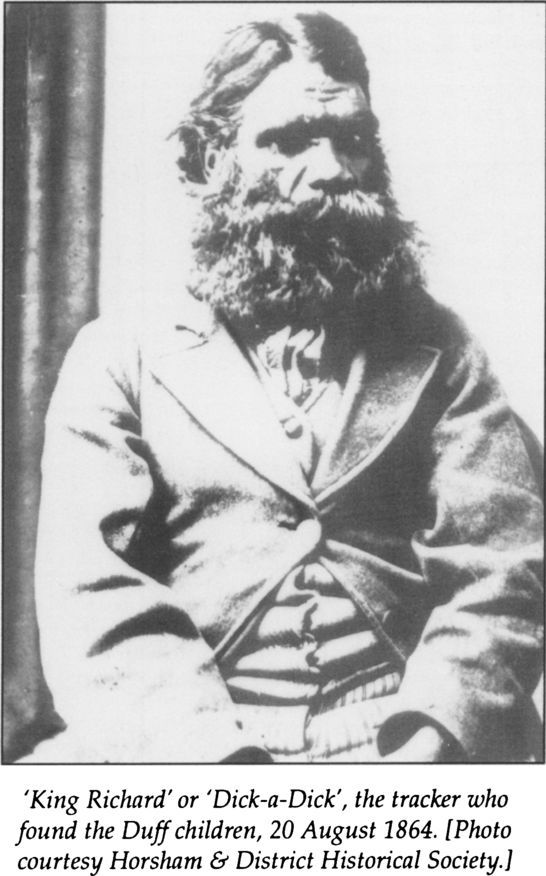
Dick-a-Dick, um 1864

Dick-a-Dick (* im 19. Jahrhundert, Victoria; † 3. September 1870, Ebenezer Missionsstation, Victoria) wurde auch traditionell Djungadjinganook oder Jumgumjenanuke genannt. Später erhielt er, als er drei weiße Kinder aus der Wüste rettete, den Namen King Richard. Er war ein australischer Aborigines Tracker und Cricketspieler. Er gehört zu dem Aborigines vom Stamm der Wotjobaluk, die die Sprache der Wergaia im Gebiet von Wimmera im westlichen Victoria sprechen. Er war das Mitglied des ersten australischen Cricketteams, das nur aus Aborigines bestand und in England im Jahre 1868 spielte.
1864 half er bei der Suche von drei im Busch verloren gegangenen Kindern, Isaac, Jane und Frank Duff. Sie waren neun Tage in der Nähe von Natimuk am Ende der Little Desert vermisst. Als nach der ersten großen Suche der Regen die Spuren der Kinder verwischt hatte, suchten der Vater der Kinder und drei Aborigines Tracker, darunter Dick-a-Dick, erfolgreich nach den Kindern. Die Kinder hatten überlebt, da die sieben Jahre alte Jane Duff behutsam für alle sorgte. Dick-a-Dick wurde als Held gefeiert und erhielt den Namen King Richard.
Dick-a-Dick beherrschte den Umgang traditioneller Waffen der Aborigines, wie Schild und Waddy (ein etwa ein Meter langes Schlagholz mit einem eingelegten Stein an der Spitze), hervorragend. Auf der Crickettour durch England demonstrierte er diese Waffentechniken sowie seine Beweglichkeit. Er forderte junge Männer auf, mit einem Cricketball aus 15 unterschiedlichen Entfernungen auf ihn zu werfen. Er wurde niemals getroffen und er konnte bei bis zu drei gleichzeitig geworfenen Bällen ausweichen, ohne getroffen zu werden. Ferner wurde er kein einziges Mal beim erforderlichen Rückwärtslaufen während des Mannschaftswettbewerb überholt.
Nach seiner Rückkehr von der Crickettour in England wurde er krank und ging in sein traditionelles Land bei der Ebenezer Mission, wo er in dieser Missionsstation verstarb. Vor seinem Tode wurde er am 30. Juli 1870 christianisiert und getauft.